# Friedhofskultur (Zeitschrift)
Friedhofskultur, Untertitel Zeitschrift für das gesamte Friedhofswesen, ist eine deutschsprachige, monatlich erscheinende Fachzeitschrift, die über Sepulkralkultur informiert.

## Geschichte
Die seit 1997 publizierte Zeitschrift wird vom Verband der Friedhofsverwalter Deutschlands mit Sitz in Berlin herausgegeben und erschien bis 2001 im Verlag der Neue Gartenbaumedien GmbH (NGM) mit Sitz in Aachen, zeitweilig parallel von 2000 bis 2006 auch im Verlag Thalacker in Braunschweig. Seitdem wird das Werk von der in Braunschweig ansässigen Haymarket Media GmbH & Co.KG verlegt. Der Unternehmenssitz ist in der Frankfurter Straße 3d (bei ARTmax).
Die laut Selbstdarstellung „einzige Fachzeitschrift für das gesamte Friedhofswesen“ ist zum einen werbliche Plattform etwa für Friedhofsgärtnereien und -verwaltungen und informiert zum anderen etwa über Grabsteine ohne Kinderarbeit in Baden-Württemberg und Bayern oder über Bestattungsflächen für Muslime.
Die Beiträge informieren mitunter über einzelne Friedhöfe, aber auch über Diebstähle oder Vandalismus. Beiträge wie über eine Skulpturenausstellung unterstreichen die internationale Ausrichtung des Herausgebers auch im Bereich der Kunst.
Die Friedhofskultur informierte 1999 in einer Spezialbeilage über Nutzfahrzeuge rund um das Bestattungswesen, 2007/08 in einer Sonderpublikation über Friedhof & Bestattung.

### Vorgänger
Vorgänger der Friedhofskultur war die Deutsche Friedhofskultur. Sie erschien von 1952 bis 1997 im Verlag Dr. Rudolf Georgi GmbH & Co. KG in Aachen. Deren Vorgänger wiederum war die Zeitschrift Der Friedhof.